# Красноярский городской совет депутатов
 Красноя́рский городско́й Сове́т депута́тов (Горсовет) — выборный орган местного самоуправления, представляющий интересы населения города Красноярска и принимающий решения в коллегиальном порядке. Депутаты городского Совета избираются на 5 лет в количестве 36 человек по смешанной, мажоритарно-пропорциональной системе.

## История
2 июля 1917 года по результатам голосования, была сформирована городская Дума. В её составе из 83 мест 41 — получили большевики, 27 – социалисты-революционеры, 9 – кадеты и остальные мандаты достались представителям общественных групп. До этого «депутаты» именовались («гласными»). В 1920 году прошли выборы Красноярский городской Совет рабочих, крестьянских и солдатских депутатов.
В 2016 году при поддержке красноярского городского Совета депутатов было учреждено Молодёжное собрание Красноярска.

## Фракции

#### VII созыв
| Фракция                                   | Руководитель                       | Количество депутатов |
| ----------------------------------------- | ---------------------------------- | -------------------- |
| «Единая Россия»                           | Вакантно                           | 28                   |
| ЛДПР                                      | Сендерский Семён Борисович         | 4                    |
| КПРФ                                      | Лейбович Мария Александровна       | 1                    |
| Российская экологическая партия «Зелёные» | Головкин Иван Ростиславович        | 1                    |
| Независимый                               | Дюков Вячеслав Игоревич (де-факто) | 1                    |

#### VI созыв
| Фракция                                   | Руководитель                     | Количество депутатов |
| ----------------------------------------- | -------------------------------- | -------------------- |
| «Единая Россия»                           | Козиков Андрей Викторович        | 17                   |
| ЛДПР                                      | Крастелёв Роман Евгеньевич       | 11                   |
| КПРФ                                      | Амосов Александр Николаевич      | 4                    |
| «Справедливая Россия»                     | Сенченко Константин Владимирович | 2                    |
| Российская экологическая партия «Зелёные» | Шахматов Сергей Александрович    | 1                    |

#### V созыв
| Фракция                                                       | Руководитель                  | Количество депутатов |
| ------------------------------------------------------------- | ----------------------------- | -------------------- |
| «Единая Россия»                                               | Фирюлина Наталия Вячеславовна | 13                   |
| «Патриоты России»                                             | Серебряков Иван Александрович | 4                    |
| «Справедливая Россия»                                         | Туров Юрий Васильевич         | 3                    |
| Депутатская группа «За Красноярск!» («Гражданская платформа») | Егоров Владимир Владимирович  | 3                    |
| КПРФ                                                          | Пястолов Владимир Анатольевич | 1                    |
| Независимые                                                   | —                             | 6                    |

## Председатели
- Чащин Владимир Фёдорович (1998 – 2013 гг.)
- Ревкуц Валерий Александрович (2013 – 2015 гг.)
- Казанова Татьяна Ивановна (2015 — 2018 гг.)
- Фирюлина Наталия Вячеславовна (с 2018 г.)